# Anders Randrup
Anders Degn Randrup (ur. 16 lipca 1988 w Herlev) – duński piłkarz występujący na pozycji obrońcy. W reprezentacji Danii wystąpił jeden raz, 26 marca 2008 w zremisowanym 1:1 towarzyskim meczu z Czechami.
W Superligaen rozegrał 140 spotkań.